# Basaral Araly
Basaral Araly är en ö i Kazakstan.   Den ligger i oblystet Zjambyl, i den centrala delen av landet, 700 km söder om huvudstaden Astana.